# The System of Doctor Tarr and Professor Fether

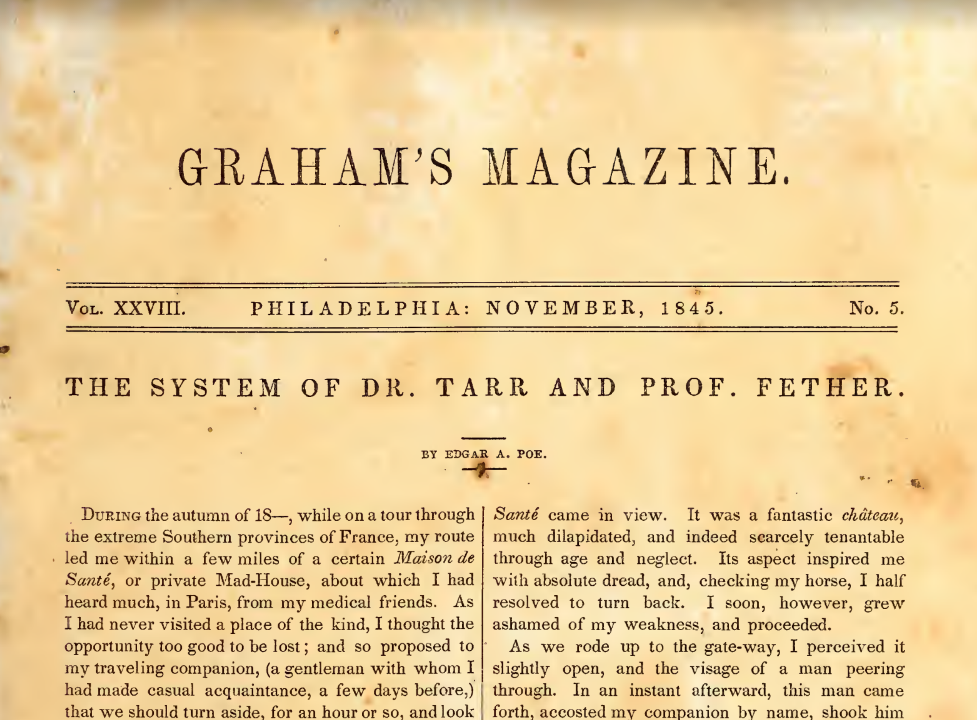
The System of Dr. Tarr and Prof. Fether. By Edgar A. Poe. Graham’s Magazine. VOL. XXVIII. Philadelphia: November, 1845. No. 5

The System of Dr. Tarr and Prof. Fether ist eine Kurzgeschichte von Edgar Allan Poe. Sie wurde erstmals im November 1845 in Graham’s Magazine veröffentlicht. Das Manuskript mit einigen unveröffentlichten Passagen befindet sich in der Morgan Library & Museum.
Die Erzählung handelt vom Besuch eines naiven, namenlosen Ich-Erzählers in einer Nervenheilanstalt in der südlichen Provinz Frankreichs.

## Inhalt
Die Geschichte berichtet von einem namenlosen Erzähler, der in Südfrankreich eine psychiatrische Anstalt (genauer gesagt eine „Maison de Santé“) besucht, die für eine revolutionäre neue Methode zur Behandlung von Geisteskrankheiten, das „System der Beruhigung“, bekannt ist. Ein Begleiter, mit dem er unterwegs ist, kennt Monsieur Maillard, den Begründer des Systems, und stellt sich ihm vor, bevor er den Erzähler verlässt. Der Erzähler ist schockiert, als er erfährt, dass das „System der Beruhigung“ kürzlich aufgegeben wurde. Er bezweifelt dies, da er von seinem Erfolg und seiner Beliebtheit gehört hat, aber Maillard rät ihm, „nichts zu glauben, was er hört, und nur die Hälfte zu glauben, was er sieht“.
Der Erzähler macht einen Rundgang über das Gelände des Krankenhauses, bei dem er zu einem Abendessen eingeladen wird, an dem fünfundzwanzig bis dreißig weitere Personen teilnehmen und ein großes, üppiges Menü serviert wird. Die anderen Gäste sind etwas seltsam gekleidet: Ihre Kleidung ist zwar gut gefertigt, scheint den Menschen aber nicht besonders gut zu passen. Die meisten von ihnen sind Frauen, welche „mit einer Fülle von Schmuck wie Ringen, Armbändern und Ohrringen dekoriert waren und ihren Busen und ihre Arme schamhaft nackt präsentierten“. Der Tisch und der Raum sind mit einem Übermaß an brennenden Kerzen geschmückt, wo immer es möglich ist, einen Platz für sie zu finden. Das Abendessen wird auch von Musikern begleitet, die „Fiedeln, Flöten, Posaunen und eine Trommel“ spielen, und obwohl sie alle anderen Anwesenden zu unterhalten scheinen, vergleicht der Erzähler die Musik mit schrecklichen Geräuschen; an einer Stelle erwähnt er sogar das Folter- und Hinrichtungsgerät, das als der Messingstier bekannt ist. Dies erscheint dem Erzähler alles sehr „bizarr“.
Das Gespräch beim Essen dreht sich um die Patienten, die sie behandelt haben. Sie zeigen dem Erzähler das seltsame Verhalten, das sie beobachtet haben, darunter Patienten, die sich für eine Teekanne, einen Esel, Käse, Champagner, einen Frosch, Schnupftabak, einen Kürbis und andere hielten. Maillard versucht gelegentlich, sie zu beruhigen, und der Erzähler scheint sehr besorgt über ihr Verhalten und ihre lebhaften Darstellungen.
Dann erfährt er, dass die Belegschaft das System der Besänftigung durch ein viel strengeres System ersetzt hat, von dem Maillard sagt, es basiere auf der Arbeit eines „Doktor Tarr“ und eines „Professor Fether“. Der Erzähler erklärt zum Erstaunen der anderen, dass er mit deren Arbeit nicht vertraut sei. Schließlich wird ihm berichtet, warum das frühere System aufgegeben wurde: Ein „einzigartiger“ Vorfall, so Maillard, ereignete sich, als die Patienten, denen ein großes Maß an Freiheit im Haus gewährt wurde, ihre Ärzte und Krankenschwestern überwältigten, sich ihrer Positionen bemächtigten und sie als Geisteskranke einsperrten. Diese Verrückten wurden von einem Mann angeführt, der behauptete, eine bessere Methode zur Behandlung von Geisteskrankheiten erfunden zu haben, und der keine Besucher zuließ, außer „einem sehr dumm aussehenden jungen Herrn, vor dem er keinen Grund hatte, Angst zu haben“. Der Erzähler will wissen, wie das Krankenhauspersonal wieder für Ordnung sorgte. In diesem Moment ertönen laute Geräusche und die Krankenhausmitarbeiter brechen aus ihren Zellen aus. Es stellt sich heraus, dass es sich bei den Gästen des Abendessens in Wirklichkeit um die Patienten handelt, die erst kürzlich die Macht übernommen haben. Als Teil ihres Aufstandes haben die Insassen das Personal geteert und gefedert. Die Wärter stecken nun die echten Patienten, darunter auch Monsieur Maillard (der vor seiner Verrücktheit einmal der Oberaufseher war), zurück in ihre Zellen, während der Erzähler zugibt, dass er noch keine Werke von Dr. „Tarr“ und Professor „Fether“ gefunden hat.

## Deutsche Übersetzungen (Auswahl)
- 1901: Hedda Moeller: Das System des Doktors Pech und des Professors Feder. J.C.C. Bruns, Minden.
- 1920: Gisela Etzel: Das System des Doktor Teer und des Professor Feder. Propylaen Verlag, München.
- 1922: Hans Kauders: Das System Doktor Theer und Professor Feder. Rösl & Cie., München.
- 1966: Arno Schmidt: Die Methode Dr. Thaer & Prof. Fether. Walter Verlag, Freiburg i. Br.
- 1974: Hans Maeter: Rebellion der Irren. In: Peter Haining (Hrsg.): 17 Horror-Stories (Heyne-Anthologien, Bd. 43). Heyne, München.
- 1989: Heide Steiner: Die Methode Doktor Theer und Professor Feddern. Insel-Verlag, Leipzig, ISBN 3-7351-0115-1.

## Rezeption

### Film
Einige Regisseure haben sich mehr oder weniger bei Poes Kurzgeschichte bedient:
- 1909: Lunatics in Power, S/W-Stummfilm des US-amerikanischen Regisseurs James Searle Dawley. Der Kurzfilm gilt als verschollen.[3]
- 1913: Le Système du Docteur Goudron et du Professeur Plume, S/W-Stummfilm des französischen Regisseurs Maurice Tourneur. Auch dieser Film gilt als verschollen.[4]
- 1932: Unheimliche Geschichten, früher deutscher S/W-Tonfilm des österreichischen Regisseurs Richard Oswald.[5]
- 1972: La mansión de la locura, mexikanischer Film des mexikanischen Regisseurs Juan López Moctezuma.[6][7]
- 1981: Le Système du docteur Goudron et du professeur Plume, französischer TV-Film von Claude Chabrol im Rahmen der sechsteiligen Reihe Histoires Extraordinaires / Ungewöhnliche Geschichten[8]
- 2014: Stonehearst Asylum – Diese Mauern wirst du nie verlassen, US-amerikanischer Film des US-amerikanischen Regisseurs Brad Anderson.[9]

### Musik
- 1976: Das britische Musikprojekt The Alan Parsons Project veröffentlichte sein erstes Konzeptalbum, das nach Edgar Allan Poes postum erschienener Sammlung von Kurzgeschichten Tales of Mystery and Imagination benannt wurde. Track fünf trägt den Titel (The System of) Dr. Tarr and Professor Fether.